# Musée des Beaux-Arts de Houston
Pour les articles homonymes, voir Musée des beaux-arts.
Le musée des Beaux-Arts de Houston, (en anglais : Museum of Fine Arts, Houston ou MFAH) est un musée situé dans la ville de Houston au Texas (États-Unis).
Il s'agit du plus grand musée d'art de l'État. Les collections rassemblent environ 56 000 œuvres s'étalant sur une période de 6 000 ans.

## Collections

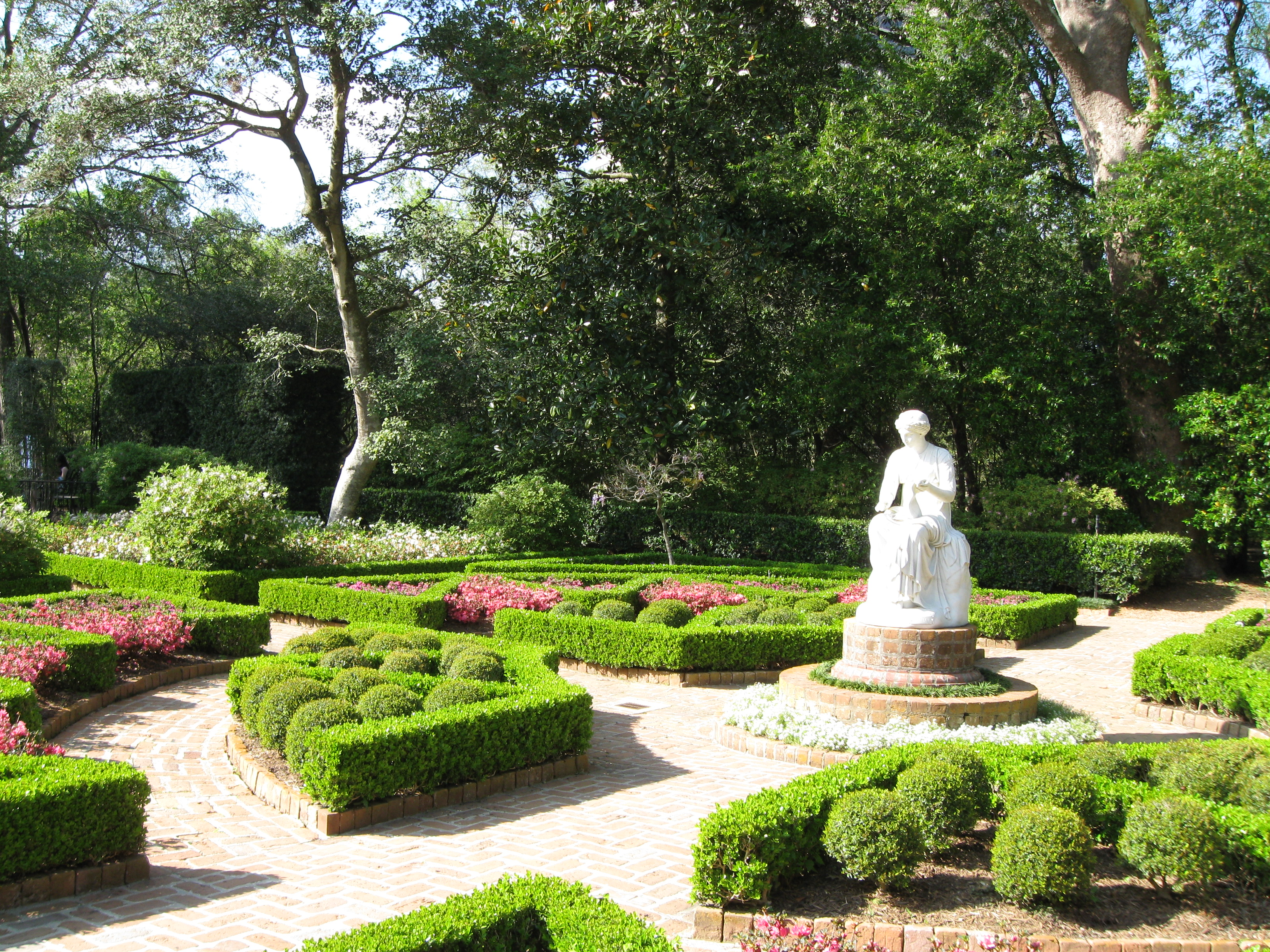
Le jardin de Bayou Bend.

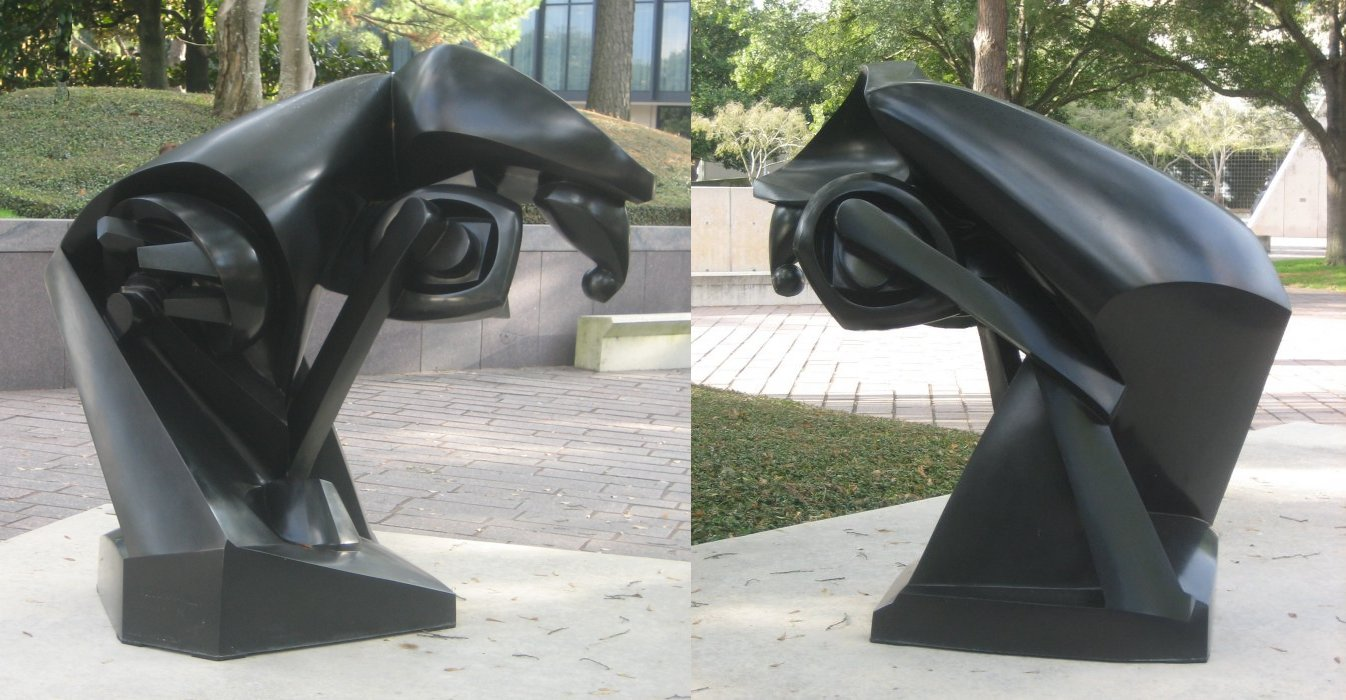
Raymond Duchamp-Villon, Le Grand Cheval (1914).

Les collections du musée sont répartis dans les départements suivants :
- antiquité ;
- art africain ;
- art asiatique ;
- art contemporain ;
- art amérindien ;
- art latino-américain ;
- art moderne ;
- Art océanique ;
- art précolombien ;
- arts décoratifs ;
- impressionnisme et postimpressionnisme ;
- estampes et dessins ;
- Collection Bayou Bend ;
- Collection Rienzi ;
- peinture et sculpture américaine ;
- peinture et sculpture européenne ;
- photographie ;
- textiles et costumes.

C'est surtout grâce à des dons et des legs de sponsors importants que le musée possède des objets qui ont une importance qui dépasse son cadre régional. Ainsi, la Glassell Collection qui comporte des objets d'art en or provenant d'Afrique, d'Indonésie et de l’Amérique précolombienne est une des plus importantes collections de ce genre au monde.
La collection des peintures européennes montre des œuvres de Rogier van der Weyden, Frans Hals, Giovanni di Paolo, Antoine van Dyck, Giovanni Antonio Canal, Francisco de Goya, Camille Corot et William Turner.
L'art moderne est représenté par des œuvres de Claude Monet, Pierre-Auguste Renoir, Paul Cézanne, Edgar Degas, Pablo Picasso, Camille Pissarro, Henri Matisse, Jackson Pollock, Andy Warhol et Donald Judd.
De nombreuses peintures sont aussi des dons ou proviennent de collections privées. La collection de John A. et Audrey Jones Beck est présentée de façon groupée ; en fait partie par exemple la peinture Les Orangers de Gustave Caillebotte.
La collection de photographies comporte des œuvres d'Alvin Langdon Coburn, de László Moholy-Nagy et de Man Ray, et d'autres photographes américains, européens et soviétiques.

## Œuvres
- William-Adolphe Bouguereau, La Sœur aînée, 1869[2].
- Georges Braque, Barques de pêche, 1909.
- Gustave Caillebotte, Les Orangers, 1878[3].
- Canaletto, L'Entrée du Grand Canal, Venise, vers 1730[4].
- Paul Cézanne, Madame Cézanne en bleu, 1890[5].
- Jean Siméon Chardin, La Bonne Éducation, vers 1753[6].
- Camille Corot, Orphée ramenant Eurydice des enfers, 1861[7].
- Gustave Courbet, Le Coup de vent, vers 1865[8].
- Eugène Delacroix, Sainte Marie Madeleine au pied de la croix, 1829[9].
- Orazio Gentileschi, Portrait d'une Jeune Femme en Sibylle, vers 1620[10].
- Albert Gleizes, La Femme aux phlox, 1910[11].
- Edward Hicks, Peacable Kingdom, entre 1826 et 1828[12].
- František Kupka, La Gamme jaune, vers 1907.
- Édouard Manet, Les Travailleurs de la mer, 1873[13].
- Henri Matisse, Olga Meerson, 1911[14].
- Henri Matisse, Femme au manteau violet, 1937
- Hans Memling, Portrait d'une femme âgée, entre 1468 et 1470[15].
- Amedeo Modigliani, Léopold Zborowski, entre 1911 et 1920[16].
- Claude Monet, Nymphéas, 1907[17].
- Georgia O'Keeffe, Grey Lines with Black, Blue and Yellow, vers 1923[18].
- Rembrandt van Rijn, Portrait d'une Jeune Femme, 1633[19].
- Pierre-Auguste Renoir, Nature morte au bouquet, 1871[20].
- Paul Sérusier, Paysage au Pouldu, 1890[21].
- Paul Signac, Le Pin de Bonaventure, 1893[22].
- Alfred Sisley, L'Inondation sur la route de Saint-Germain, 1876.
- Le Tintoret, Tancrède baptisant Clorinde, 1586-1600[23].
- Paul Véronèse, Portrait d'une femme en Sainte Agnès, vers 1585[24].
- Rogier van der Weyden, Vierge à l'Enfant, après 1454[25].
- Kees van Dongen, Le Coquelicot, vers 1919.
- Vincent van Gogh, Rocs et Chêne, 1888[26].
- Jacob van Ruisdael, Paysage boisé avec un étang, vers 1648[27].

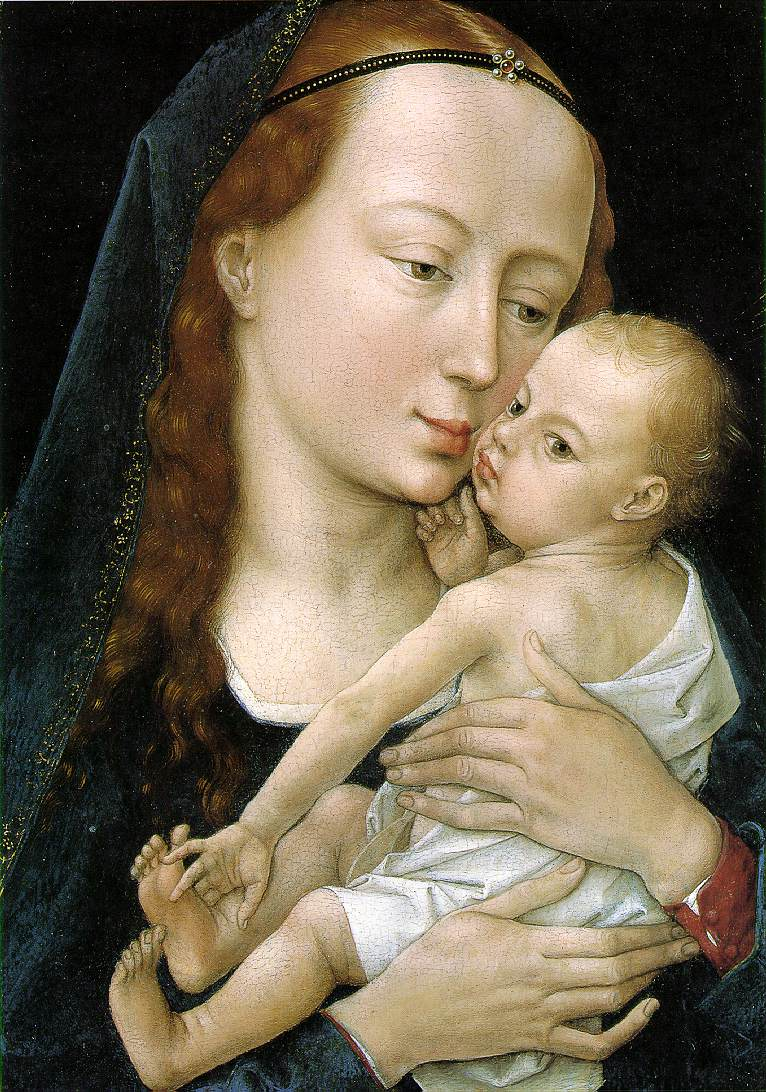
Rogier van der Weyden, Vierge à l'Enfant (après 1454).
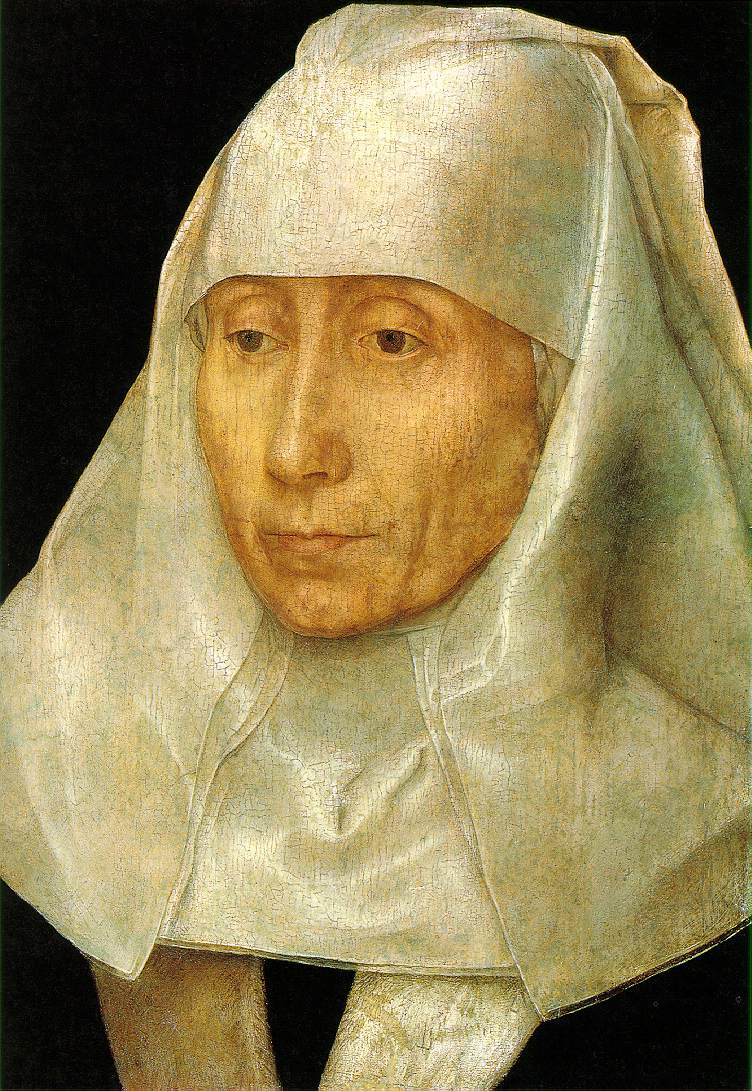
Hans Memling, Portrait d'une femme âgée (entre 1468 et 1470)
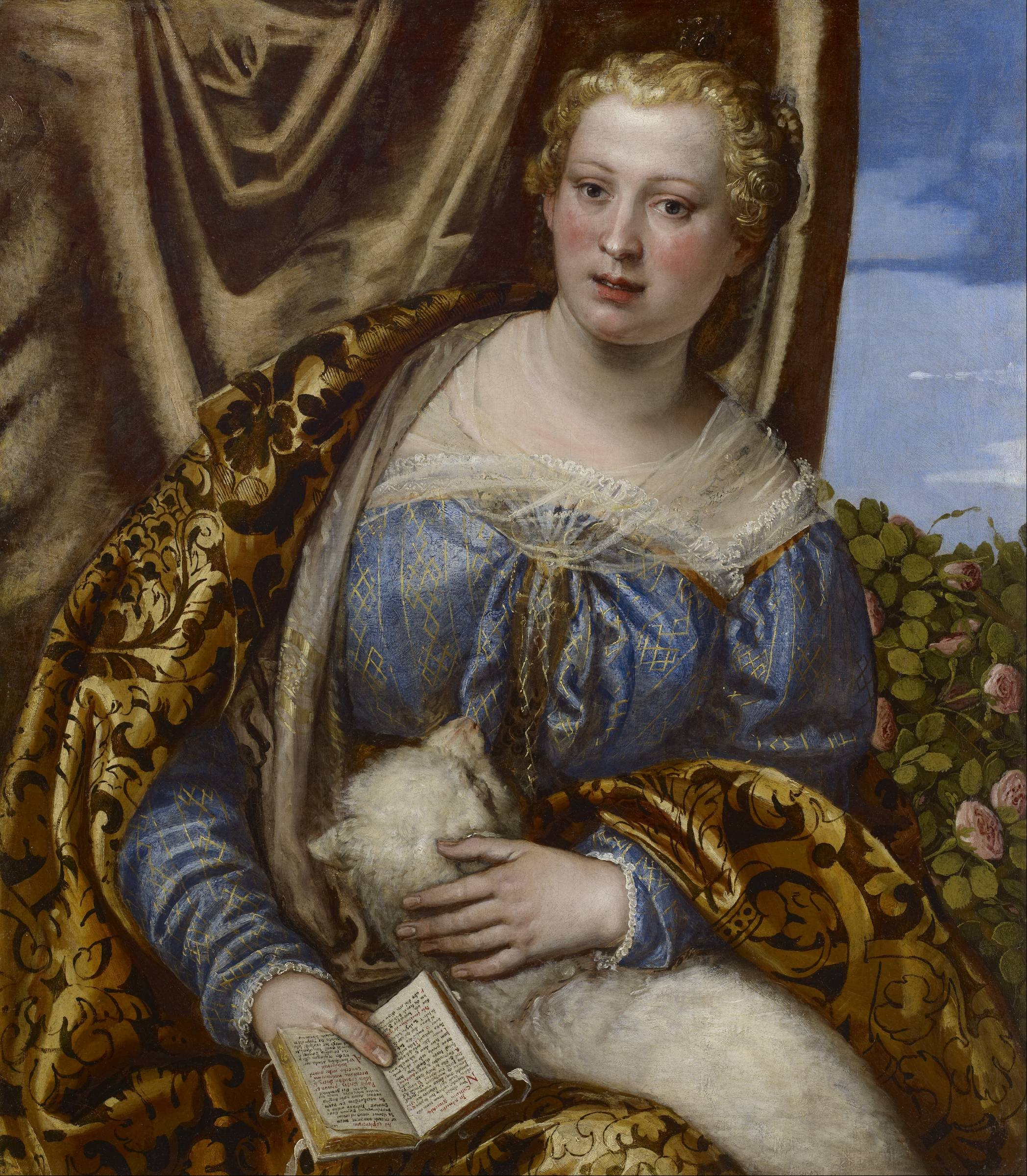
Paul Véronèse, Portrait d'une femme en Sainte Agnès (vers 1585).
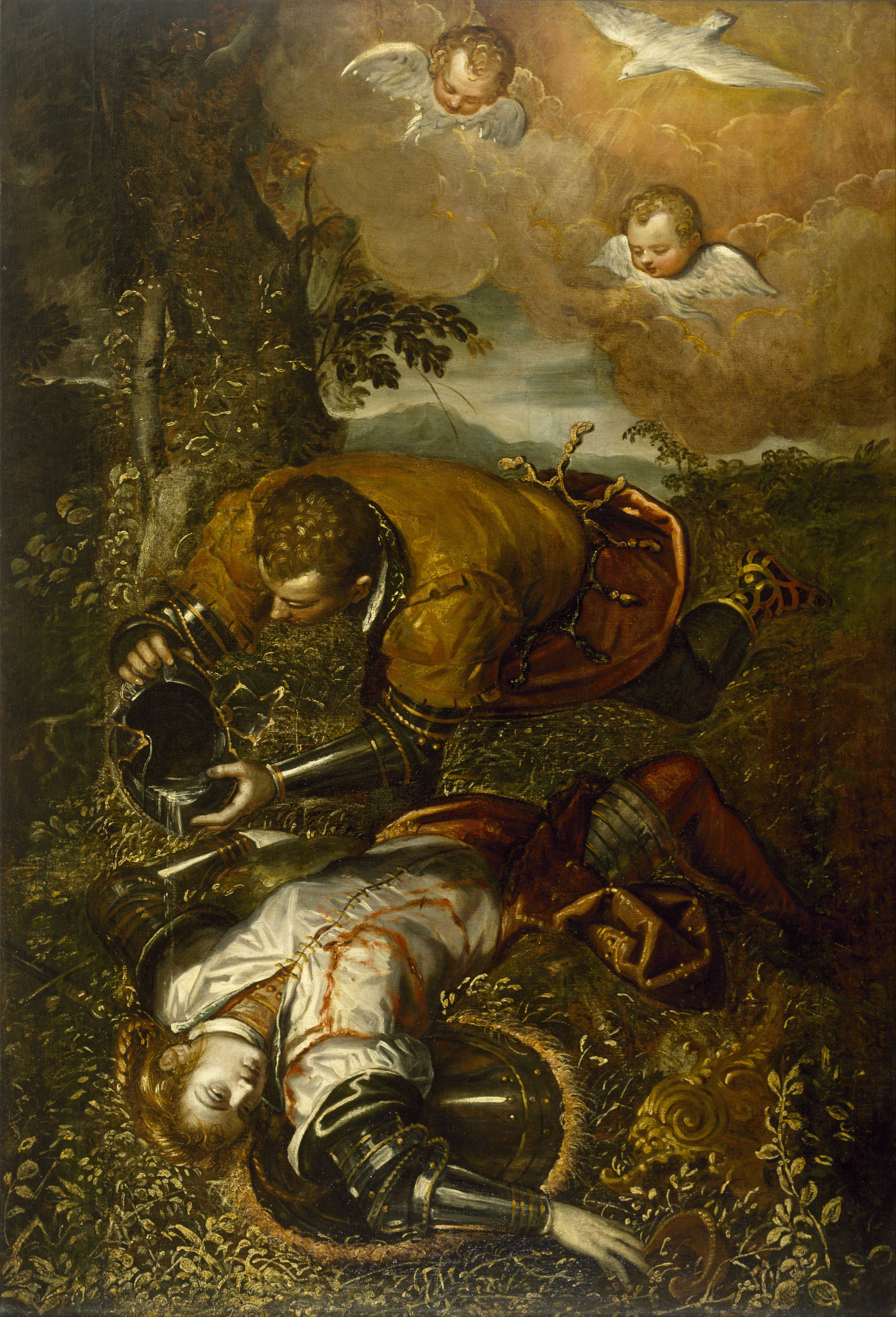
Le Tintoret, Tancrède baptisant Clorinde (1586-1600).
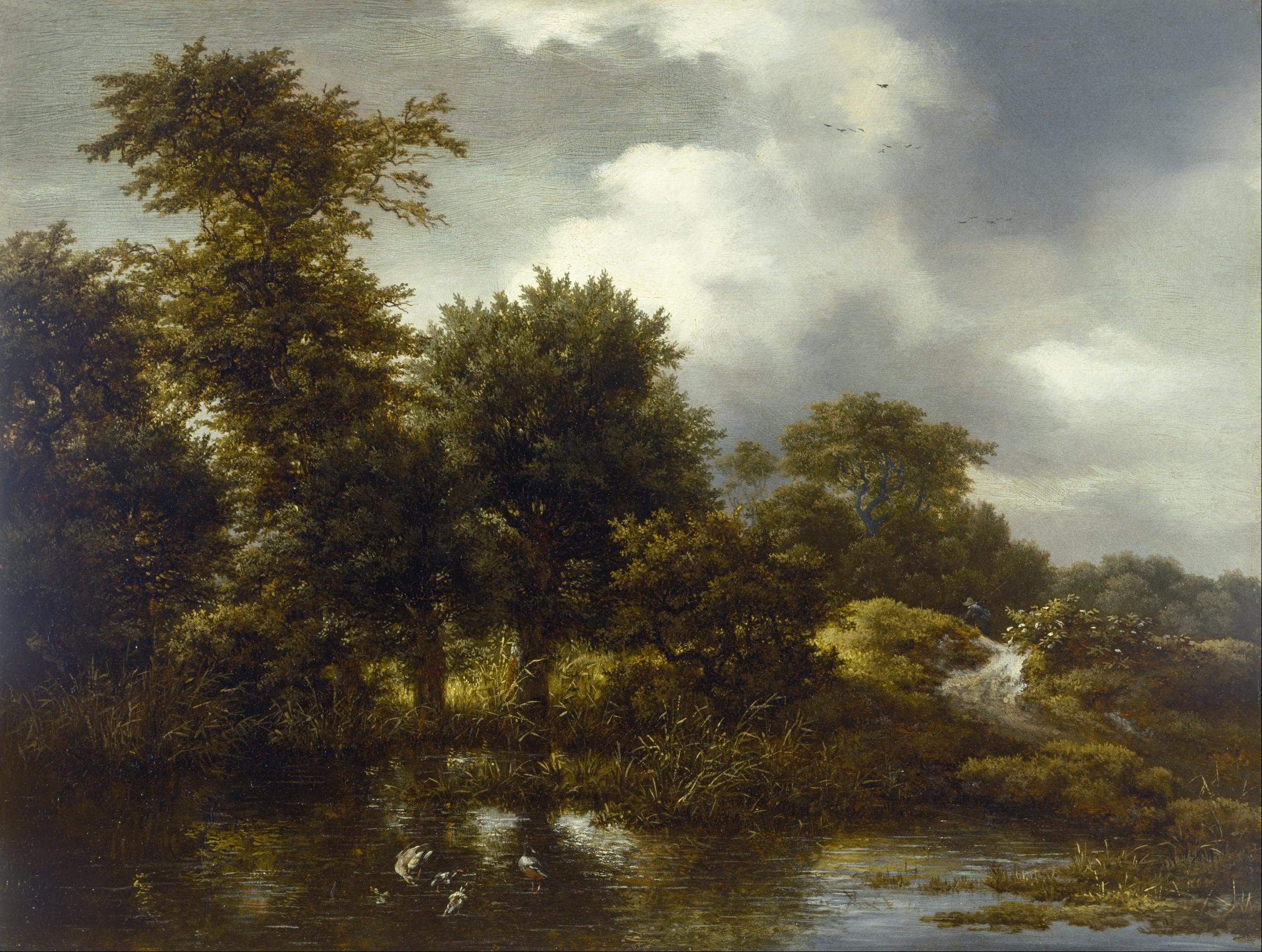
Jacob van Ruisdael, Paysage boisé avec un étang (vers 1648).
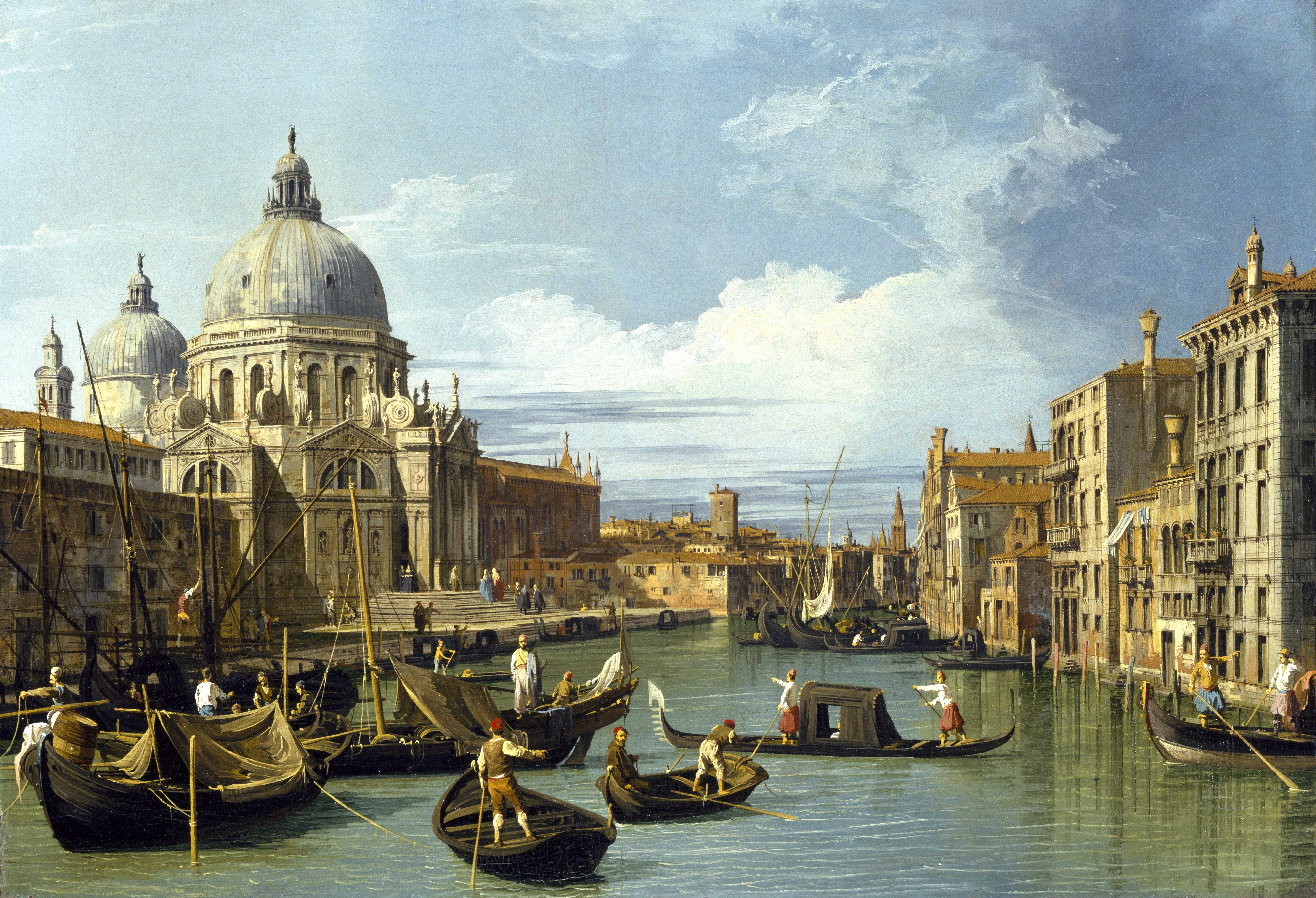
Canaletto, L'Entrée du Grand Canal, Venise (vers 1730).
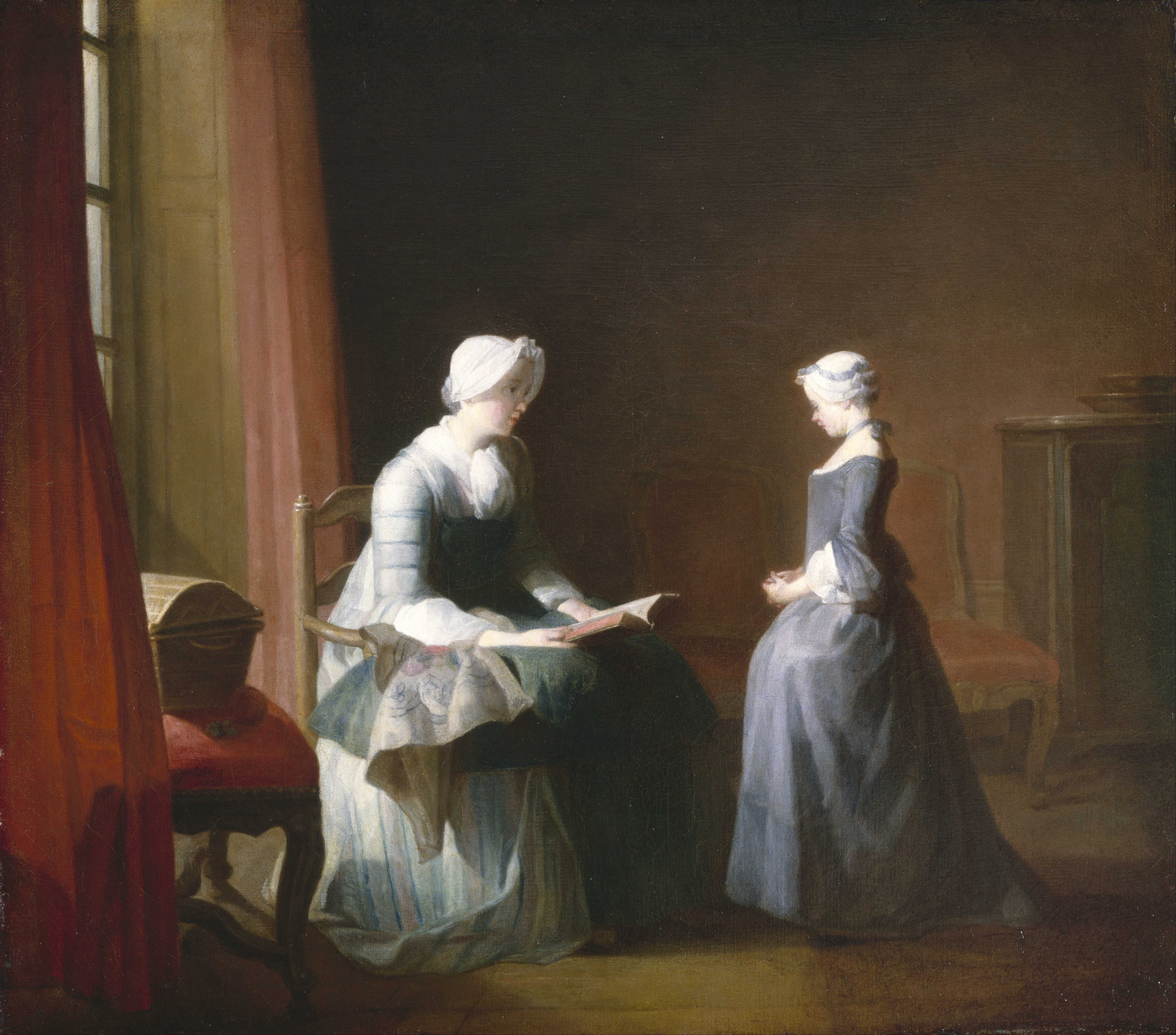
Jean Siméon Chardin, La Bonne Éducation (vers 1753).
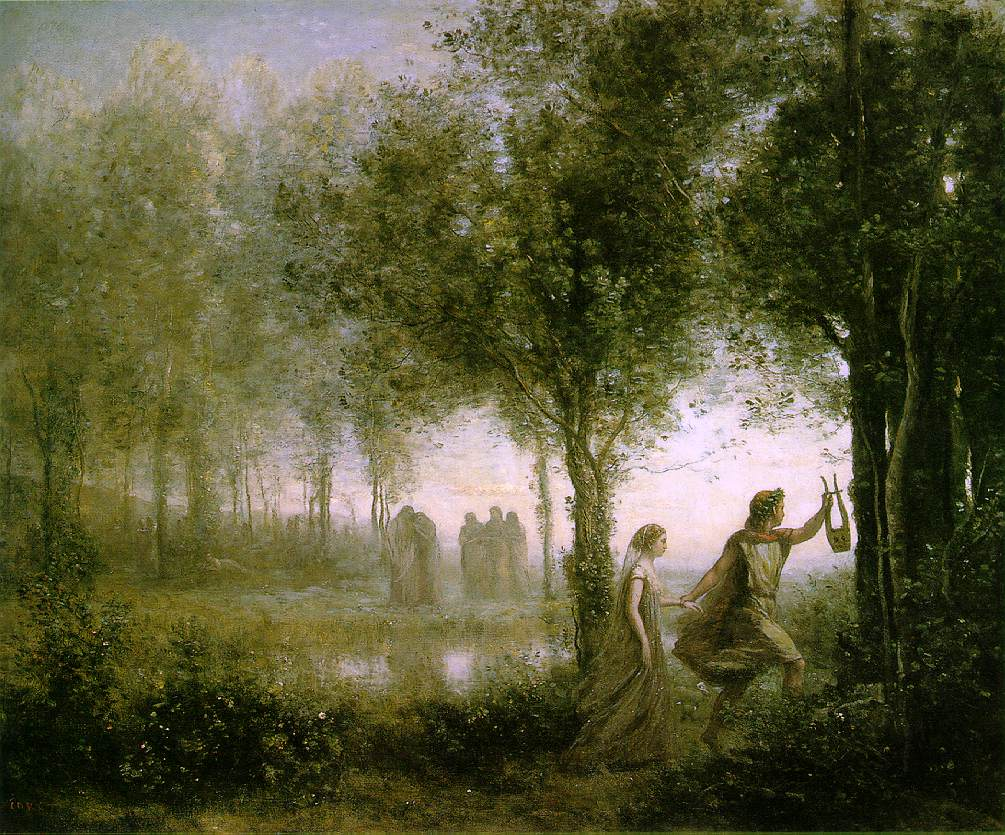
Jean-Baptiste Camille Corot, Orphée ramenant Eurydice des enfers (1861).
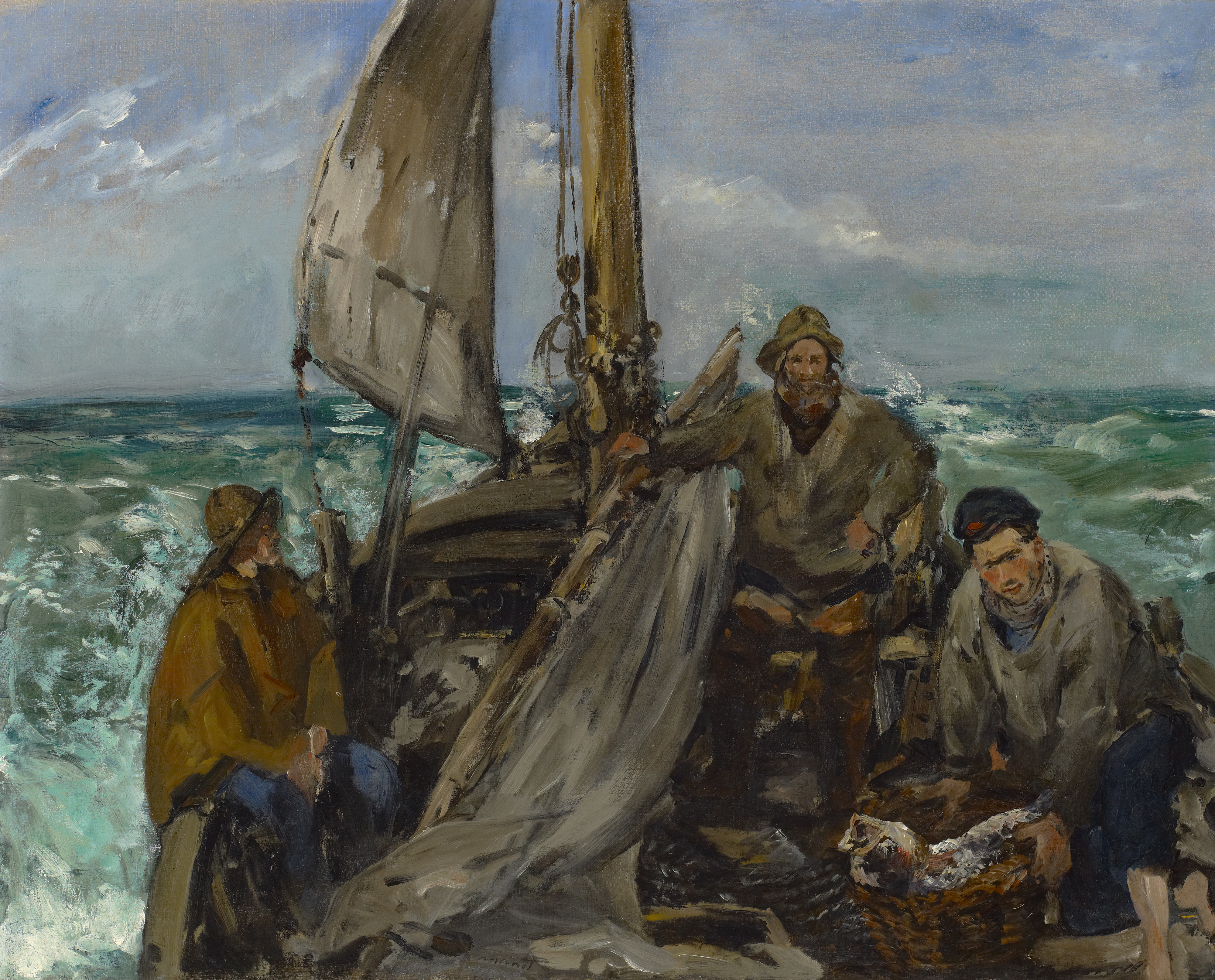
Édouard Manet, Les Travailleurs de la mer (1873).
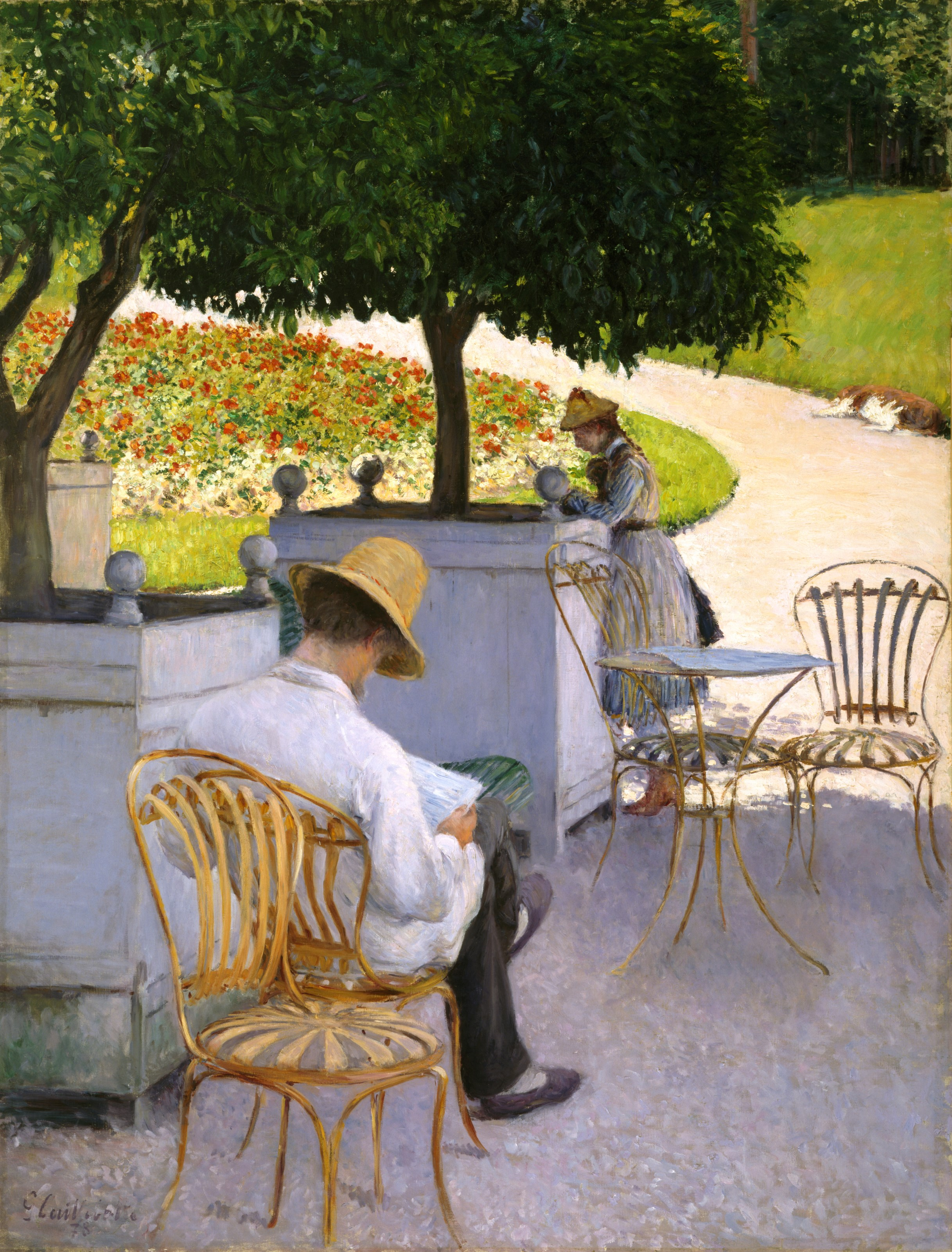
Gustave Caillebotte, Les Orangers (1878).
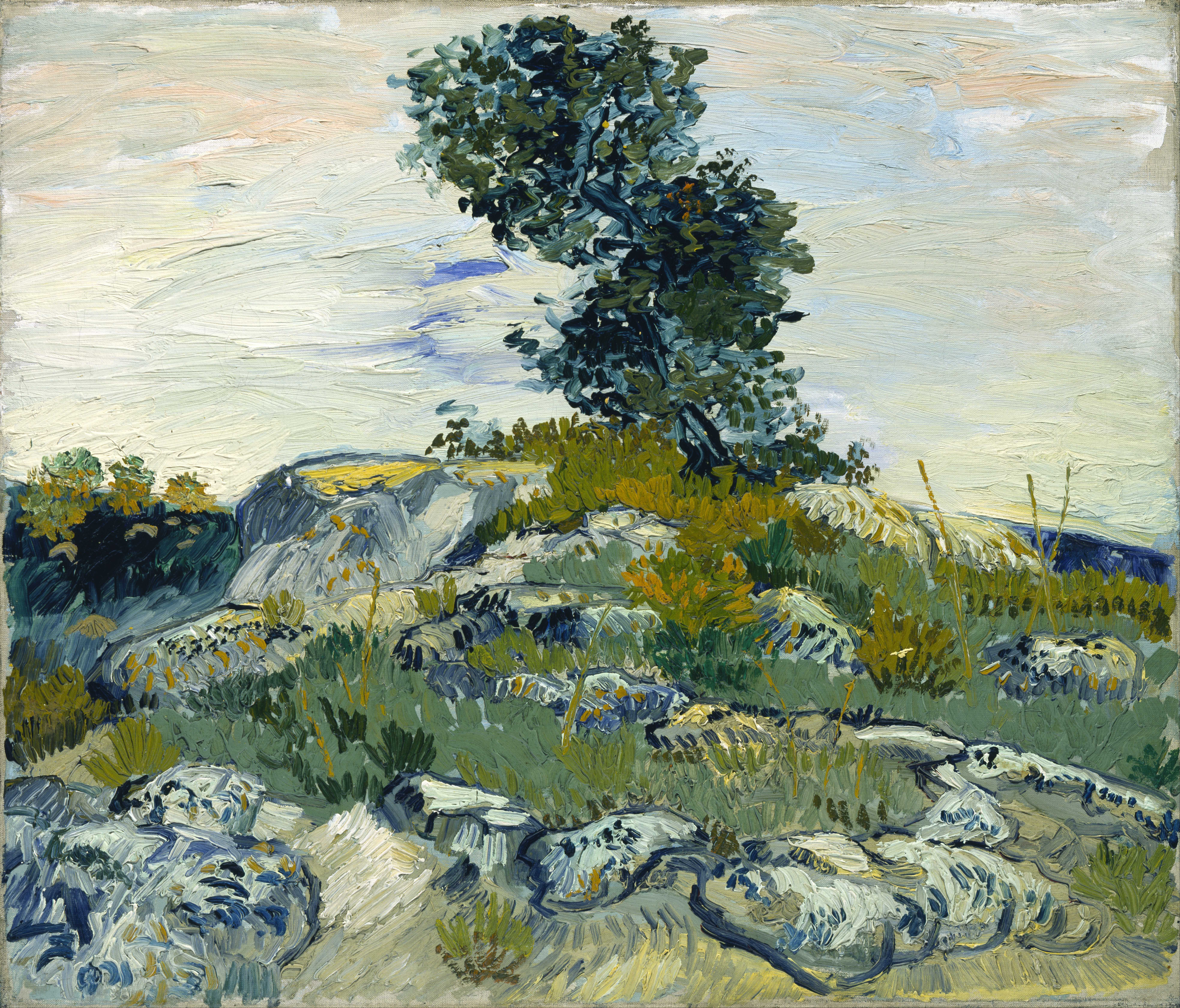
Vincent van Gogh, Rocs et Chêne (1888).
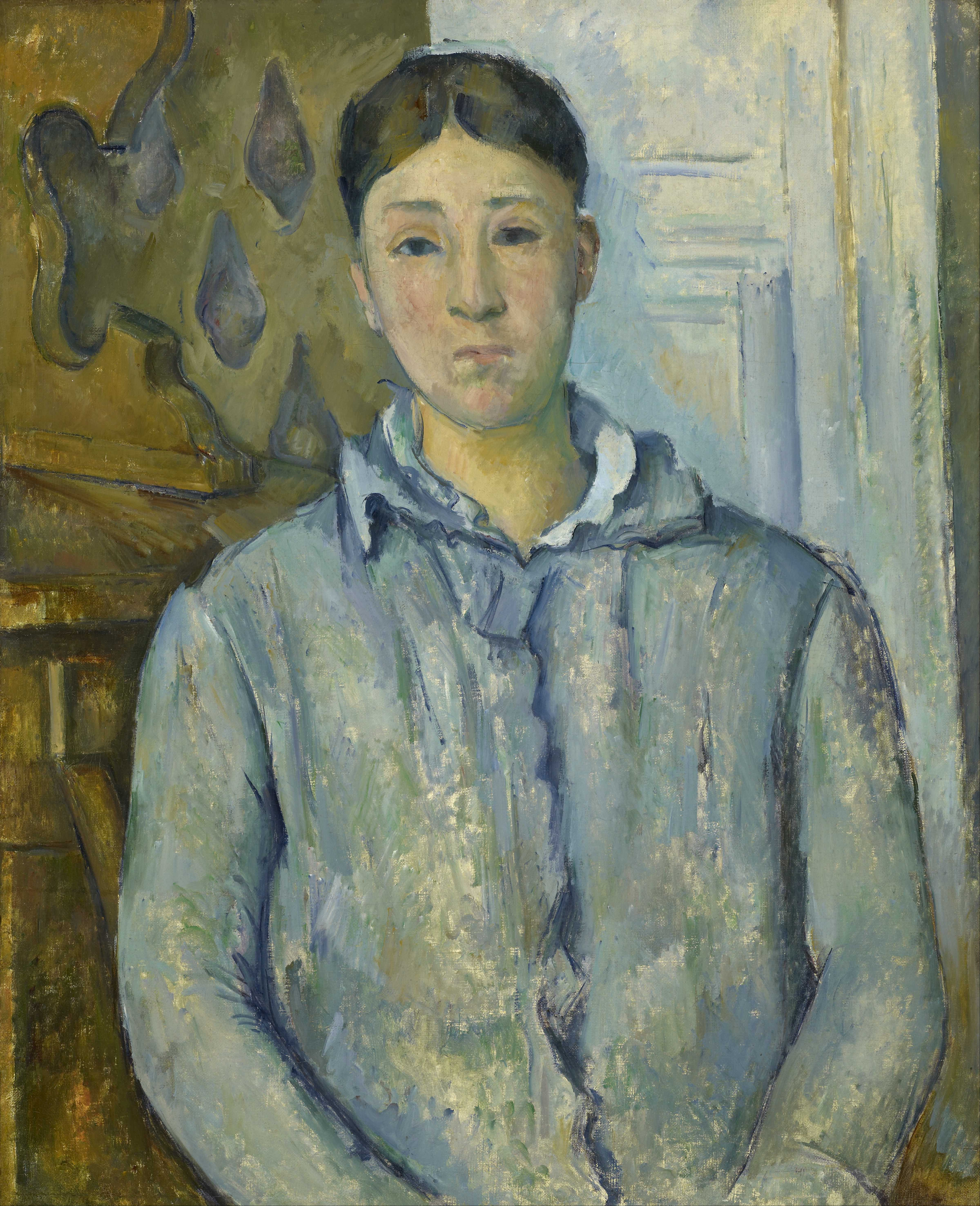
Paul Cézanne, Madame Cézanne en bleu (1890).
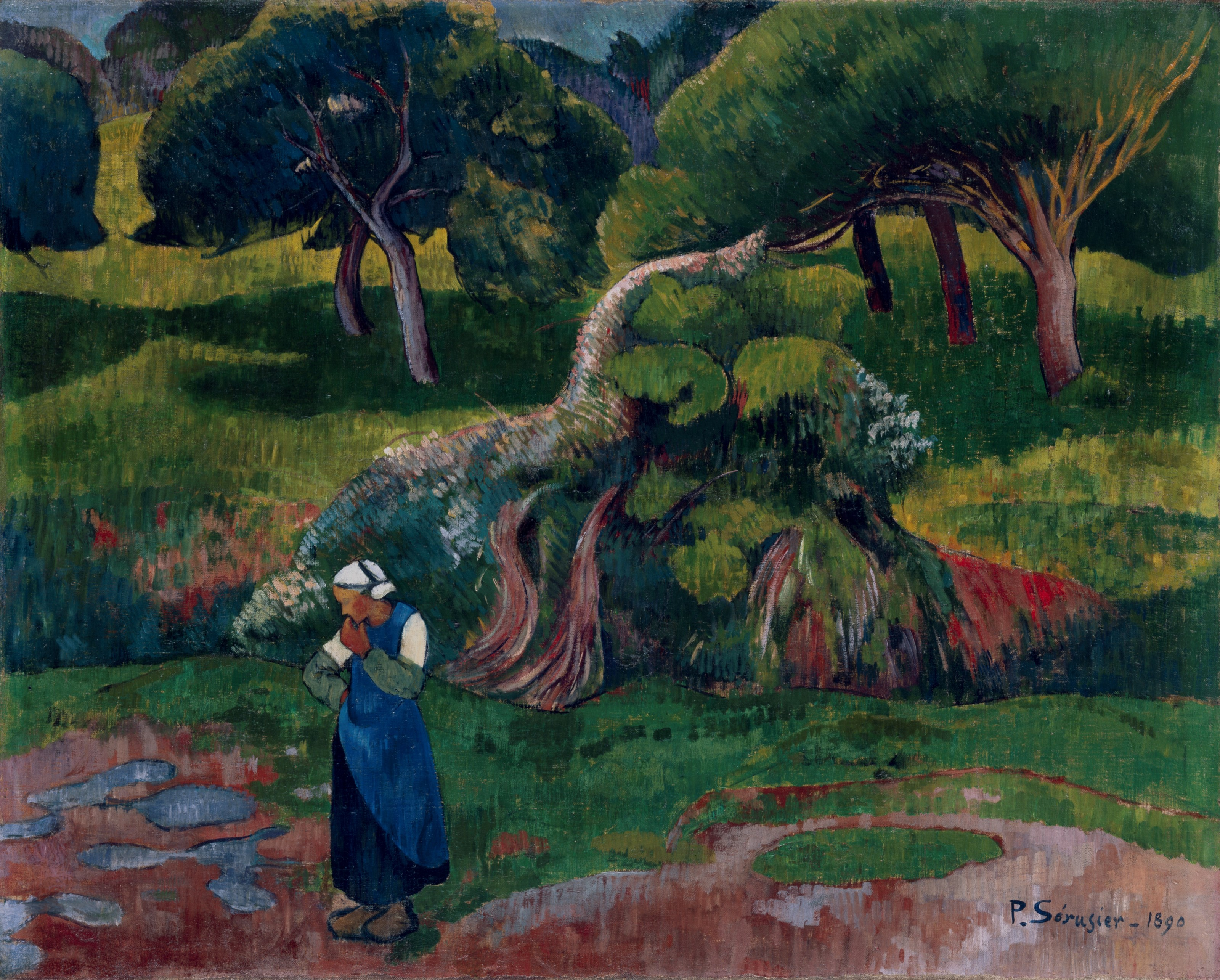
Paul Sérusier, Paysage au Pouldu (1890).
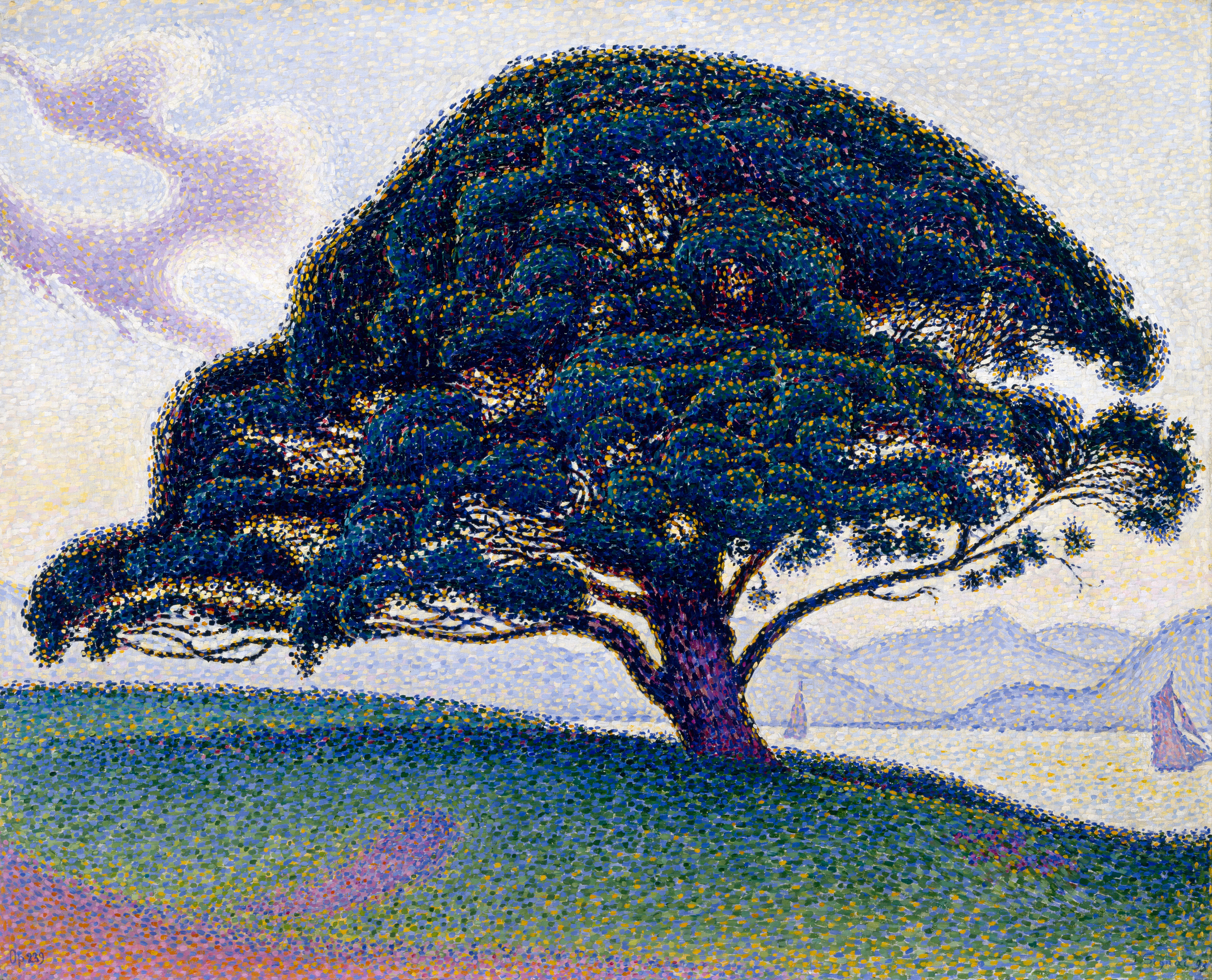
Paul Signac, Le Pin de Bonaventure (1893).
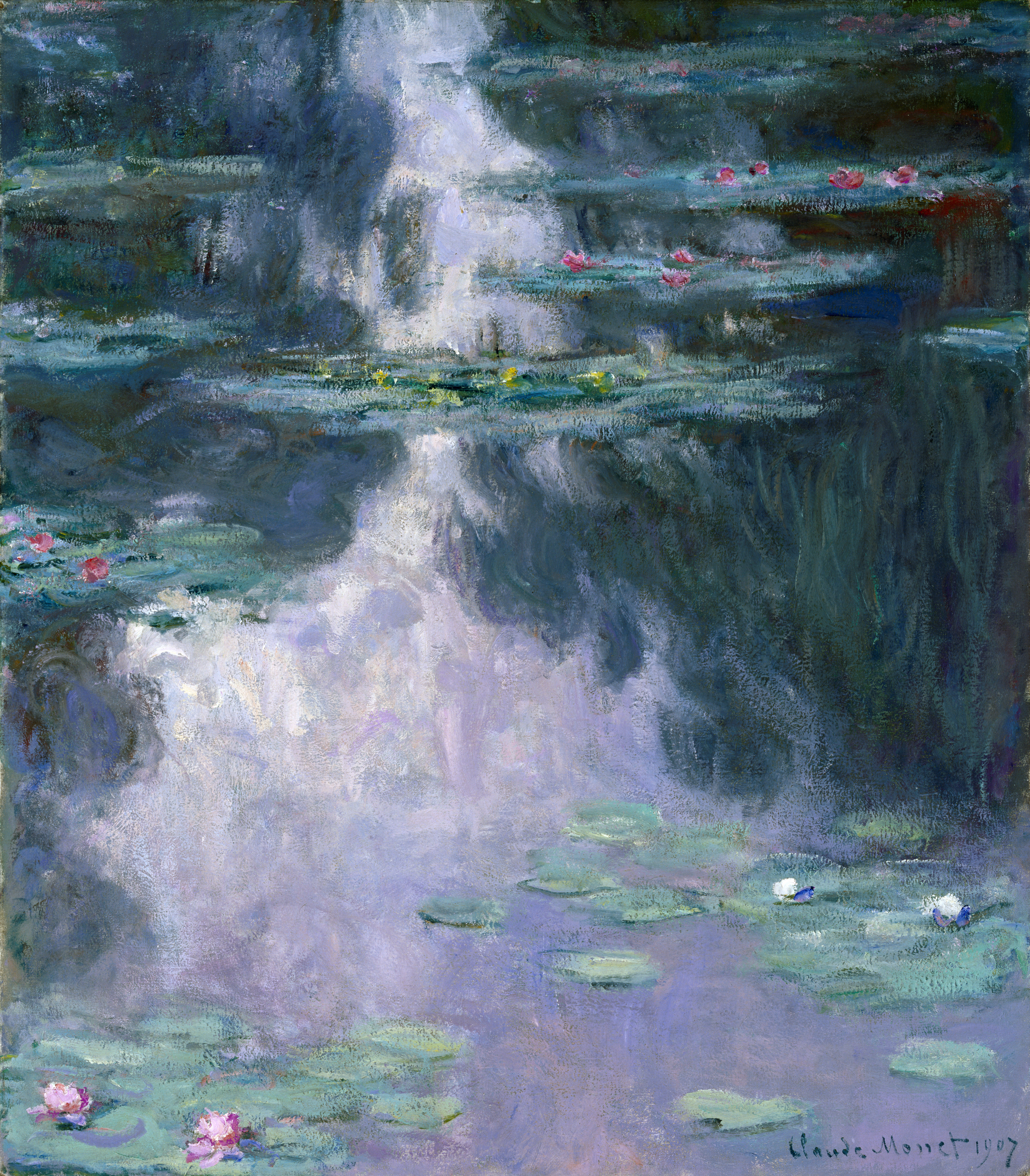
Claude Monet, Nympheas (1907).
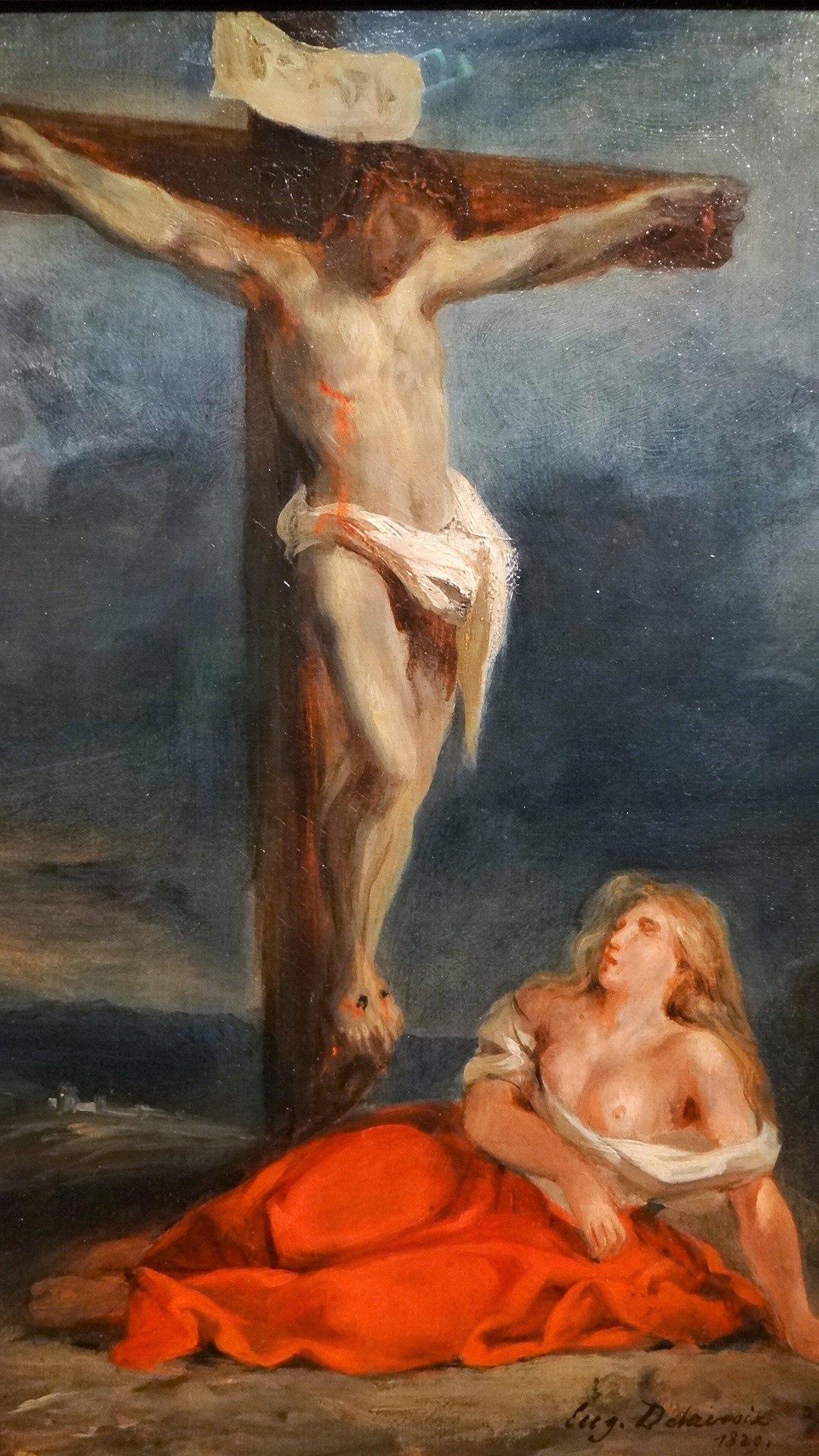
Eugène Delacroix, Sainte Marie Madeleine au pied de la croix (1829).